# Hall Media
Hall Media AB (f.d. Hallpressen) är ett svenskt mediehus. Det ingick ursprungligen inom Herenco-koncernen, där ägarfamiljen Hamrin samlat sin tidningsverksamhet, men köptes 2020 av Bonnierägda Mittmedia och den norska mediekoncernen Amedia. I samband med köpet skapades affärsområdet Bonnier News Local, som sedan bolagiserades och ersatte Mittmedia.
Hallpressen var också ett marknadsbegrepp för en rad tidningar i Småland, huvudsakligen i Jönköpings län, samt i Västergötland och Kronobergs län.
Hall Media har fått sitt namn efter Jönköpings-Postens grundare Herman Hall.
När mediehuset såldes var Lovisa Hamrin styrelseordförande, och hon var den fjärde generationen sedan morfaderns far Josef Hamrin samlade aktiemajoriteten inom familjen Hamrin

## Tidningar och mediekanaler

### Jönköpings län
- Jönköpings-Posten (sex dagar per vecka)
- Värnamo Nyheter (fyra dagar per vecka)
- Smålands-Tidningen (tre dagar per vecka)
- Vetlanda-Posten (tre dagar per vecka)
- Tranås Tidning (tre dagar per vecka)
- Smålands Dagblad (tre dagar per vecka)

- Jönköping nu (gratistidning, en gång per vecka)
- Finnveden nu (gratistidning, en gång per vecka)
- Höglandet nu (gratistidning, en gång per vecka)
- Västboandan (gratistidning, en gång per vecka)
- TranåsAktuellt (gratistidning, en gång per vecka)
- Företagsam.nu (en gång i månaden)

- Jnytt (renodlad webbtidning)

### Kronobergs län
- Smålänningen (fem dagar per vecka)
- Smålänningen Veckobladet (gratistidning, en gång per vecka)

### Västra Götalands län
- Falköpings Tidning (fyra dagar per vecka)
- Västgöta-Bladet (fyra dagar per vecka)
- Skaraborgs Läns Tidning (fyra dagar per vecka)
- Skövde Nyheter (gratistidning, en gång per vecka)